# Météorite de Neuschwanstein
«  Neuschwanstein (météorite) » redirige ici. Pour les autres significations, voir Neuschwanstein.
La météorite de Neuschwanstein, ou simplement Neuschwanstein, est une météorite tombée le 6 avril 2002 près du château de Neuschwanstein en Bavière (Allemagne), à proximité de la frontière autrichienne. Son météoroïde a été observé par le réseau de caméras du European Fireball Network et son orbite héliocentrique a pu être reconstituée.
Neuschwanstein est une chondrite à enstatite d'un type pétrologique rare, EL6.

## Historique
Le météoroïde dont est issu la météorite a éclaté en plusieurs fragments à une altitude d'environ 22 kilomètres. Trois fragments ont été récupérés, pour une masse totale d'environ 6 kg. Neuschwanstein a été la première météorite en Allemagne, et la quatrième au monde, à être surveillée par l'un des réseaux mondiaux de météorites, le European Fireball Network, permettant la reconstitution de l'orbite du corps parent,.
L'entrée dans l'atmosphère a été observée vers 85 km d'altitude, à environ 10 km à l'est-nord-est d'Innsbruck. Elle a été entendue dans le sud de la Bavière jusqu' une centaine de kilomètres, en particulier dans la région de Garmisch-Partenkirchen. L'angle d'entrée reconstitué était environ 49° par rapport à l'horizontale. La phase visible s'est terminée à 16,04 km. Peu avant, elle s'est fragmentée à une altitude d'environ 22 km.
La vitesse d'entrée de 20,95 km/s a été rapidement réduite par la résistance de l'air à environ 2,4 km/s à la fin de la trajectoire visible. La météorite est ensuite entrée en chute libre qui a duré environ 108 secondes. La vitesse d'impact à la surface était d'environ 250 km/h. Les fragments ont été déplacés de leurs trajectoires attendues dans la basse atmosphère (troposphère) par des vents violents.
Le réseau de caméras European Fireball Network a enregistré le météore depuis plusieurs stations, notamment celles d'Augsbourg (Allemagne), de Přimda (république tchèque) et de Weyregg am Attersee (Autriche). L'observation simultanée a permis de reconstituer précisément la trajectoire de vol par triangulation. Neuschwanstein a été la première météorite en Allemagne et la quatrième météorite au monde à être surveillée par l'un des réseaux mondiaux de météorites, après la météorite de Příbram en Tchécoslovaquie en 1959, celle de Lost City aux États-Unis en 1970 et celle d'Innisfree au Canada en 1977,.

## Fragments
Le DLR a estimé la masse initiale du météoroïde à 300 kilogrammes, dont environ 20 kilogrammes ont dû atteindre le sol. Une exploration a été réalisée le 1er mai par le DLR à la recherche du plus gros fragment sur le versant sud du mont Hoher Straußberg (de), près de Neuschwanstein, et sur le versant nord de l'Ochsenälpeleskopf (de). Ces recherches ont été infructueuses.

### Neuschwanstein I
Après une semaine de recherche dans la zone cible, le 14 juillet 2002, deux astronomes amateurs berlinois ont trouvé le premier fragment de 1 750 g. Celui-ci était à environ deux kilomètres du point d'impact prévu du fragment principal, déporté de 400 m du plan de la trajectoire. Le fragment et la météorite ont été nommés en raison de la proximité du lieu d'atterrissage avec le célèbre château de Neuschwanstein.

### Neuschwanstein II

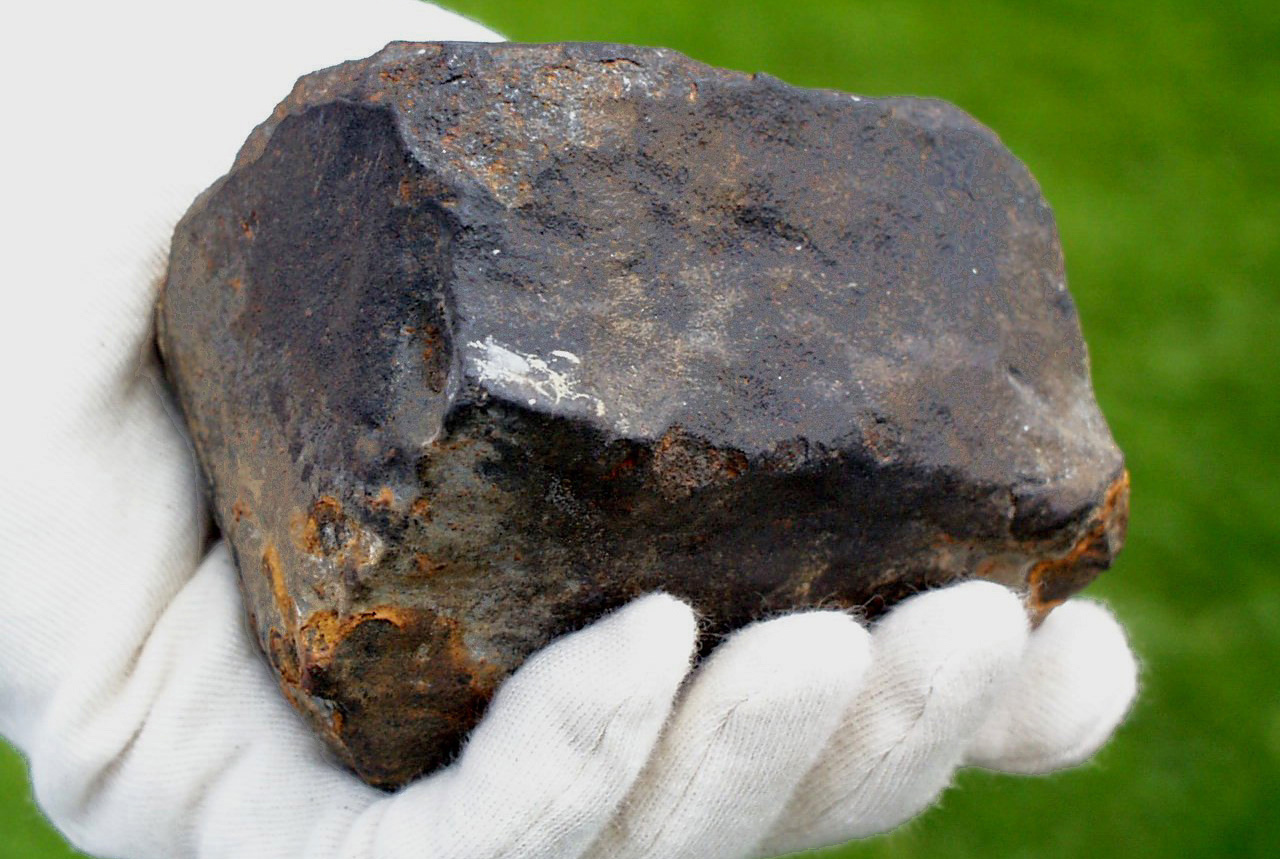
Fragment de la météorite de Neuschwanstein II, 1625 g

Le 27 mai 2003, après plusieurs semaines de recherche, deux jeunes Bavarois ont découvert un autre fragment de 1 625 g à 1 491 m d'altitude. Après une année passée dans le sol humide de la forêt de montagne, le fragment présentait des traces de corrosion.

### Neuschwanstein III
Le dernier fragment connu et le plus lourd (2 843 g) a été découvert le 29 juin 2003, près du Tyrol, en Autriche, à 1 631 m d'altitude,. Un physicien allemand a prédit l'emplacement de ce fragment par simulation informatique, en tenant compte de la dérive induite par le vent, qui aurait pu être mal calculée auparavant.

## Composition et origine

### Composition
La composition de Neuschwanstein I a été analysée en septembre 2002 à l'institut Max-Planck de chimie à Mayence et à l'institut de planétologie de Münster. Sur la base de cette analyse, la météorite a été classée parmi les chondrites à enstatite du type pétrologique rare EL6. Elle se caractérise par une teneur élevée en fer métal (28,6 % en masse), en enstatite Mg2Si2O6 et en sinoïte Si2N2O, un minéral extrêmement rare.

### Orbite héliocentrique de l'objet parent

Orbite du météoroïde parent de Neuschwanstein (EN060402)

Les enregistrements du European Fireball Network ont permis de reconstituer l'orbite héliocentrique du météoroïde Neuschwanstein (EN060402). Celle-ci est très proche de celle de la météorite de Příbram (EN070459) tombée le 7 avril 1959 dans l'ex-Tchécoslovaquie. Les deux météorites pourraient donc provenir du même corps parent. Příbram est une chondrite ordinaire (type H5). L'analyse isotopique a donné un âge de 48 millions d'années pour Neuschwanstein et de 12 millions d'années pour Příbram et donc le corps parent commun devrait être hétérogène. Il pourrait s'agir d'un agglomérat lâche maintenu uniquement par la force gravitationnelle et brisé par une ou plusieurs collisions,.